# Macarena Aguilar Díaz
Macarena Aguilar Díaz (Bolaños de Calatrava, província de Ciudad Real, 12 de març de 1985) és una exjugadora d'handbol manxega, guanyadora d'una medalla olímpica.
Va iniciar la seva carrera a l'Astroc Sagunt, posteriorment a la Sociedad Deportiva Itxako i actualment al Randers HK de la lliga danesa.
Va participar, als 27 anys, en els Jocs Olímpics d'Estiu de 2012 celebrats a Londres (Regne Unit), on va aconseguir guanyar la medalla de bronze en derrotar en el partit pel tercer lloc a la selecció de Corea del Sud.
Al llarg de la seva carrera ha aconseguit una medalla de bronze al Campionat del Món d'handbol, dues medalles de plata als Campionats d'Europa i una medalla d'or als Jocs del Mediterrani.